# Euchroea oberthuri
Euchroea oberthuri är en skalbaggsart som beskrevs av Leon Fairmaire 1898. Euchroea oberthuri ingår i släktet Euchroea och familjen Cetoniidae. Inga underarter finns listade i Catalogue of Life.